# NGC 4802
NGC 4802 (другие обозначения — NGC 4804, MCG -2-33-61, IRAS12532-1147, PGC 44087) — линзообразная галактика (S0) в созвездии Ворона.
Балдж этой галактики запылён, но имеет голубой цвет, что свидетельствует о продолжающемся звездообразовании. В структуре различимо ядерное кольцо и внутренняя линза, а также неразрешимый источник света в ядре.
Этот объект занесён в Новый общий каталог дважды, с обозначениями NGC 4802 и NGC 4804.